# Kirchentellinsfurt
Kirchentellinsfurt è un comune tedesco di 5 689 abitanti,, situato nel land del Baden-Württemberg.